# Gäddsjön (Skogs socken, Hälsingland)
Gäddsjön är en sjö i Söderhamns kommun i Hälsingland och ingår i Ljusnans huvudavrinningsområde. Sjön har en area på 0,164 kvadratkilometer och ligger 107,3 meter över havet. Sjön avvattnas av vattendraget Lötån.

## Delavrinningsområde
Gäddsjön ingår i det delavrinningsområde (678530-155800) som SMHI kallar för Utloppet av Gäddsjön. Medelhöjden är 115 meter över havet och ytan är 0,59 kvadratkilometer. Det finns inga avrinningsområden uppströms utan avrinningsområdet är högsta punkten. Lötån som avvattnar avrinningsområdet har biflödesordning 2, vilket innebär att vattnet flödar genom totalt 2 vattendrag innan det når havet efter 42 kilometer. Avrinningsområdet består mestadels av skog (66 procent). Avrinningsområdet har 0,14 kvadratkilometer vattenytor vilket ger det en sjöprocent på 23,1 procent.